# 三宅紗蘭
三宅 紗蘭（みやけ さら、1999年7月26日 - ）は、日本の陸上競技選手、長距離走。

## 経歴
岡山県倉敷市立倉敷第一中学校、岡山県立玉野光南高等学校卒業。地元の実業団天満屋に入社。
倉敷一中時代から長距離で活躍した。中3では全日本中学陸上1500mに出場し、中2・中3と全国女子駅伝にも出場した。
玉野光南高時代には県内トップレベル長距離ランナーに成長。インターハイには高1で1500m、高2と高3で1500m、3000mで出場した。国体にも高1で1500m、高2で3000mに出場した。全国高校駅伝には強豪・興譲館高に敗れて出場できなかったが、全国女子駅伝には3年連続で出場した。
天満屋ではトラックレースよりマラソン・駅伝のロードレースの強化が中心のトレーニングが行われる。チーム内では「次期エース候補」と呼ばれ、駅伝の長距離区間に起用され活躍が目立っている。将来的には前田穂南や小原怜のようにマラソンでオリンピックや世界陸上を目指すと思われる。

## 主な記録
| 年     | 大会                         | 種目           | 順位    | 備考       |
| ------ | ---------------------------- | -------------- | ------- | ---------- |
| 2014年 | 全国女子駅伝                 | 8区            | 15位    | 岡山県3位  |
| 2015年 | 全国女子駅伝                 | 3区            | 25位    | 岡山県18位 |
| 2016年 | 全国女子駅伝                 | 7区            | 10位    | 岡山県11位 |
|        | 第71回国民体育体育大会・岩手 | 少年A女子3000m | 9位     |            |
| 2017年 | 全国女子駅伝                 | 5区            | 13位    | 岡山県2位  |
| 2018年 | 全国女子駅伝                 | 7区            | 区間5位 | 岡山県4位  |
|        | 全日本実業団陸上             | ジュニア3000m  | 4位     |            |
|        | 実業団女子駅伝               | 4区            | 区間7位 | 天満屋2位  |
| 2019年 | 全国女子駅伝                 | 9区            | 7位     | 岡山県10位 |
|        | 全日本実業団陸上             | 5000m          | 14位    |            |
|        | 第74回国民体育体育大会・茨城 | 成年女子5000m  | 10位    |            |
|        | 実業団女子駅伝               | 5区            | 区間賞  | 天満屋4位  |
| 2020年 | 全国女子駅伝                 | 9区            | 区間3位 | 岡山県9位  |